# Grammarly
Grammarly — онлайн-платформа на основе искусственного интеллекта для помощи в общении на английском языке. Grammarly помогает писать на английском эффективнее и выдает рекомендации касательно правильности, четкости, увлекательности и тона сообщения. Продукты Grammarly доступны в разных интерфейсах: как веб-редактор, десктопные приложения для Windows и Mac, браузерное расширение (для Google Chrome, Safari, Mozilla Firefox, Microsoft Edge), приложение для iPad, мобильные клавиатуры (iOS, Android) и надстройка для Microsoft Office.
Основатели компании — Алексей Шевченко, Максим Литвин и Дмитрий Лидер — из Украины. Главный исполнительный директор компании — Брэд Хувер.

## Принцип работы
Grammarly использует искусственный интеллект для анализа текста на английском языке и предложения изменений с целью устранения ошибок и улучшения качества. Советы сервиса сгруппированы в 4 категории: правильность (грамматические, орфографические, пунктуационные и другие ошибки), четкость (лаконичность и понятность), увлекательность (словарный запас и разнообразие), манера подачи информации (формальность, вежливость, уверенность).
Инструмент предлагает интуитивно понятный интерфейс в реальном времени с помощью браузерных расширений, веб-редактора, надстройки для Microsoft Office, приложений для iPad, десктопного приложения для Windows и Mac, а также мобильных клавиатур. Для предприятий компания Grammarly Inc. разработала корпоративный продукт Grammarly Business для поддержки последовательного и эффективного профессионального общения.

## История
Сервис начал разрабатываться в 2009 году украинскими программистами Алексеем Шевченко, Максимом Литвиным и Дмитрием Лидером в Киеве. Языком программирования был выбран Common Lisp.
В 2010 году был запущен первый онлайн-редактор, который был доступен по подписке. Создатели сервиса сначала выбрали целевой аудиторией студентов, и затем переориентировались на более широкий круг пользователей.
В 2013 году выпущена надстройка Grammarly для Microsoft Office.
В 2015 году компания внедрила модель Freemium (версия Premium предлагает более 400 дополнительных проверок по сравнению с бесплатной).
В 2016 Grammarly выпустили приложения для десктопа.
В 2018 году в расширении веб-браузера Grammarly была обнаружена уязвимость безопасности, которая позволяла всем веб-сайтам получать доступ ко всему, что пользователь когда-либо вводил в Grammarly Editor. Компания утверждает, что данная уязвимость никогда не использовалась для доступа к данным учётных записей клиентов.
В 2019 году в сервисе появились очередные обновления: Grammarly начал проверять текст на последовательность, был выпущен обновленный веб-редактор (который начал группировать подсказки в 4 категории: правильность, четкость, увлекательность, манера подачи информации), добавлена функция подбора синонимов в мобильные клавиатуры, а также представлен детектор тона. Детектор тона использует комбинацию правил и машинного обучения, чтобы идентифицировать в тексте сигналы, которые формируют его тон. Он анализирует выбор слов, фраз, знаков препинания, использование заглавных букв, чтобы определить, какое впечатление сообщение вероятно произведет на его читателя.
В марте 2020 года компания сообщила, что сервис Grammarly стал доступен для Microsoft Word на Mac и для Word Online.
13 мая 2020 года компания анонсировала свою первую инвестицию в стороннюю компанию. Grammarly инвестировала в основанный в Сиэтле стартап Docugami Архивная копия от 30 мая 2020 на Wayback Machine.
Летом 2020 года компания запустила функцию Style Guide, которая позволяет бизнес-клиентам настраивать стиль письменной коммуникации, а также выпустила обновленное приложение Grammarly для iPad с усовершенствованным функционалом клавиатуры Grammarly и возможностью доступа к веб-редактору Grammarly, оптимизированному для iPad. В июле 2020 года был представлен обновленный функционал сервиса Grammarly для Google Документов.
В сентябре 2020 года в Grammarly выпустили новое браузерное расширение с обновленными функциями для делового общения на английском языке (советы по адаптации тона сообщения, полной трансформации предложения для улучшения его понятности для читателя, форматированию текста и другим аспектам).
По состоянию на 2020 год, у онлайн-сервиса Grammarly 30 миллионов активных пользователей ежедневно (DAU).
В марте 2021 года Grammarly представила детектор тона для мобильных устройств на Android и iOS, а в июне представила обновление продукта для корпоративных клиентов Grammarly Business.
В сентябре 2021 года компания запустила бета-версию платформы для разработчиков Grammarly for Developers. На ней разработчики могут оставить предварительную заявку и получить набор средств разработки и документацию Grammarly Text Editor SDK, который даст им доступ к API Grammarly.
26 октября 2021 года появились новости о партнёрстве между Grammarly и Samsung. Советы Grammarly будут нативно интегрированы в мобильную клавиатуру Samsung (изначально для устройств Samsung серии S21 после выхода One UI 4.0).
В ноябре 2021 года Grammarly представила обновленный набор продуктов для iOS (расширение для Safari, клавиатуру, редактор для iPhone), а также выпустила десктопные приложения Grammarly для Windows и Mac.

## Инвестиции
В 2017 году стартап Grammarly привлек 110 млн долларов инвестиций. К этому времени аудитория ежедневно активных пользователей составляла 10 миллионов человек. В этом же году были представлены мобильные клавиатуры для iOS и Android.
В октябре 2019 года после закрытия 2-го раунда финансирования в 90 млн долларов стартап Grammarly достиг статуса единорога (термин используется для обозначения технологических стартапов стоимостью более 1 млрд долларов). Второй раунд повторно возглавила компания General Catalyst. На момент привлечения второго раунда инвестиций количество ежедневно активных пользователей продукта составило более 20 млн человек. Суммарно компания за два раунда привлекла 200 млн долларов инвестиций. Привлеченный капитал компания Grammarly Inc. намерена использовать для дальнейшего совершенствования своей технологии с целью решения более сложных языковых и коммуникационных задач, в частности работы над детектором тона и дальнейшим развитием продукта для бизнес-клиентов.
В ноябре 2021 года компания сообщила о привлечении нового раунда инвестиций в размере 200 млн долларов. Среди других к текущему раунду присоединились  и новые инвесторы — компания Baillie Gifford, а также фонды и счета, которыми управляет компания BlackRock.
В марте 2022 года компания сообщила, что сервис Grammarly стал недоступен на территории России и Белоруссии.

## Офисы
Офисы Grammarly находятся в Киеве, Сан-Франциско, Нью-Йорке и Ванкувере (канадский офис был открыт в 2019 году). В июне 2021 года компания объявила о переходе на удаленную модель работы в гибридном формате.

## Достижения
Grammarly попала в рейтинг «Самых инновационных компаний мира 2019» в категории «Искусственный интеллект» по версии издания Fast Company, а также в список «Самых лучших компаний для запуска карьеры» (Wealthfront’s Career-Launching Companies) по версии Wealthfront в 2020 и 2021 годах.
В 2020 и 2021 годах издание Forbes включило Grammarly в рейтинг Cloud 100, который посвящен лучшим компаниям, работающим с облачными технологиями.